# Oleksandra Tymošenko
Oleksandra Oleksandrivna Tymošenko (in ucraino Олександра Олександрівна Тимошенко?, in russo Александра Александровна Тимошенко?, Aleksandra Aleksandrovna Timošenko; Bohuslav, 18 febbraio 1972) è un'ex ginnasta sovietica vincitrice di una medaglia d'oro e di una medaglia di bronzo ai Giochi olimpici, campionessa mondiale all-around nel 1989, e due volte campionessa europea all-around (1988, 1990).

## Biografia
Tymošenko ha iniziato a praticare la ginnastica ritmica nel 1980, all'età di 8 anni, presso la Scuola Derjugina di Kiev. Campionessa sovietica juniores all'età di 14 anni, prende parte alla sua prima importante competizione internazionale partecipando agli Europei juniores di Atene 1987. L'anno seguente, cominciando a gareggiare a livello senior, conquista il titolo di campionessa europea ai campionati di Helsinki e qualche mese dopo vince la medaglia di bronzo nel concorso individuale delle Olimpiadi di Seul 1988.
Ai Mondiali di Sarajevo 1989 continua la sua scalata sportiva finendo sul podio in tutte e sei le specialità: oltre a laurearsi campionessa mondiale all-around, vince pure altri quattro ori nella fune, nel cerchio, nella palla e nella gara a squadre, oltre a conquistare anche una medaglia d'argento nel nastro. Agli Europei di Göteborg 1990 vince per la seconda volta il titolo continentale all-around.
Dopo la dissoluzione dell'Unione Sovietica, Oleksandra Tymošenko ha iniziato a competere sotto la bandiera dell'Ucraina, suo Paese di origine. Disputa le Olimpiadi di Barcellona 1992 facendo parte della Squadra Unificata, e vince la medaglia d'oro davanti alla spagnola Carolina Pascual e alla connazionale Oksana Skaldina. Al termine della competizione decide di ritirarsi dall'attività agonistica.

## Palmarès
- Giochi olimpici

Seul 1988: bronzo nel concorso individuale.
Barcellona 1992: oro nel concorso individuale.
- Campionati mondiali di ginnastica ritmica

Sarajevo 1989: oro nell'all-around, nella fune, nel cerchio, nella palla e nella gara a squadre; argento nel nastro.
Atene 1991: oro nella fune, nel cerchio, nella palla, nelle clavette e nella gara a squadre; argento nell'all-around.
- Campionati europei di ginnastica ritmica

Helsinki 1988: oro nell'all-around, nella fune, nel cerchio e nelle clavette.
Göteborg 1990: oro nell'all-around, nella palla e nella gara a squadre; argento nella fune e nel cerchio.
Stoccarda 1992: oro nel cerchio, nella palla e nelle clavette; argento nell'all-around e nella fune.